# جيلدر جزر الهند الهولندية
جيلدر جزر الهند الهولندية (هولندية: Nederlands-Indische gulden، لغة الملايو- تهجئة Van Ophuijsen :Roepiah الهندية-Belanda) كانت وحدة حساب جزر الهند الشرقية الهولندية منذ عام 1602 تحت إدارة شركة الهند الشرقية المتحدة، باتباع الممارسة الهولندية التي تبنت لأول مرة في القرن الخامس عشر (لم تُسك عُملات الجيلدر في هولندا بين عامي 1558 و1681، ولم يُتداول أي منها في جزر الهند الشرقية حتى قرن لاحق). هناك مجموعة متنوعة من العُملات المعدنية الهولندية، الإسبانية، و الآسيوية قيد الاستخدام الرسمي والشائع. بعد انهيار شركة الهند الشرقية الهولندية في نهاية القرن الثامن عشر، عادت السيطرة على الجزر إلى الحكومة الهولندية، التي أصدرت الجيلدر الفضي "الهند الهولندية" و العُملات المعدنية الفضية، و النحاسية الجزئية حتى استقلال إندونيسيا في عام 1945.

## تاريخ

### قبل الاتصال الأوروبي
عُثر على عدد مِن أشكال الدفع في جميع أنحاء الأرخبيل قبل الاتصال الأوروبي.
يعود تأريخ العُملات الذهبية، الفضية المختومة، و كوبانغ إلى القرن التاسع، مع انخفاض قيمة العُملات اللاحقة بشكل كبير، حيث تحتوي العُملات الفضية من القرن الثالث عشر على النحاس فقط، في حين كانت العُملات الذهبية خفيفة للغاية. من الممكن أن يكون هذا يعكس تحركًا نحو استخدام العُملات ذات القيمة المنخفضة في المعاملات اليومية.
شهد صعود إمبراطورية ماجاباهيت منذ القرن الثالث عشر اختفاء الماسا من الاستخدام، واستبدالها بـ"بيكيس"، أو النقود الصينية النحاسية في القرن الرابع عشر، والتي انتجت بأعداد كبيرة في الصين، كانت محفوظة في سلاسل من 100 أو 1000 قطعة نقدية. تُظهر وثائق القرن الرابع عشر إن العُملات النقدية كانت مُستخدَمة على نطاق واسع، والتي انتشرت إلى الجزر القريبة بما في ذلك سومطرة (على الرغم من أنها لم تنتشر إلى آتشيه الإسلامية، التي سُكّت عُملاتها الذهبية العربية الخاصة).
حظرت الصين التجارة مع الصين لأجزاء كبيرة من القرنين التاليين، لذلك قام التجار الصينيون المحليون بصنع نُسخ أخف وزناً (من الرصاص أو القصدير المتوفر محلياً بدلاً من النحاس المرغوب فيه، الذي كان لابد أن يأتي من الصين). في سلطنة باليمبانج الإسلامية، أصبحت هذه العُملات المعدنية في نهاية المطاف (منذ القرن السابع عشر) تُسمى "بيتيشي"، وهي عُملة معدنية مثقوبة تحمل كتابات عربية.

### القرن السادس عشر
بدأت التجارة الأوروبية مع جزر الهند الشرقية في القرن السادس عشر، باستخدام العُملة الإسبانية من فئة الثمانية ريالات، أو الدولار الإسباني، وهي العُملة التجارية العالمية السائدة، التي استُخدمت في البعثات البرتغالية إلى الشرق لإحضار التوابل الثمينة إلى أوروبا. كان التجار الصينيون وغيرهم من التجار الآسيويين يستخدمون أيضًا العُملات الفضية بما في ذلك الروبية الهندية و ثمانية ريالات.
كانت قيمة البيتشي منخفضة القيمة تتقلب بشدة، كانت تساوي حوالي 10000 بيتشي رصاصي للِقطعة الواحدة في مطلع القرن السابع عشر. ونتيجة لِعدم توفر عُملات البيتشي النحاسية الصينية الأصلية، فقد بلغت قيمتها ستة أضعاف قيمة العُملة المعدنية الرصاصية في ذلك الوقت.

### القرن السابع عشر - شركة الهند الشرقية المتحدة تسيطر على البلاد
بدأت شركات تجارية في مقاطعتين من هولندا في إرسال بعثات تجارية إلى جزر الهند الشرقية في أواخر القرن السادس عشر، وفُوضت بإصدار عُملات تجارية خاصة بها لاستخدامها في هذه البعثات: شركة أمستردام المتحدة في عام 1601 و شركة ميدلبورج في عام 1602. أصدرت كل منهما 8 عُملات معدنية حقيقية، بينما أصدرت شركة أمستردام المتحدة أيضًا 4، 2، 1،1⁄2 و 1⁄4 حقيقية.
كانت عُملة عام 1601 هي أول دولار تجاري تصدره أي قوة أوروبية في الشرق، ولكن العُملات غير المألوفة رُفضت لصالح العُملات المعدنية الثمانية ريال الشهيرة التي أنتجتها إسبانيا و ممتلكاتها، والتي قُبلت في جميع أنحاء العالم. ظلت العُملات الإسبانية هي العُملة الفضية الكبيرة المفضلة (التجارية) في جزر الهند حتى القرن التاسع عشر.
في عام 1602، تأسست شركة الهند الشرقية المتحدة (VOC) من ست شركات تجارية في هولندا، ومَنحت احتكارًا تجاريًا على جزر الهند. في عام 1619 أنشأت الشركة عاصمتها في جاكرتا، وأطلقت عليها اسم باتافيا. و قد بسطت نفوذها تدريجيا على جاوة، وأنشأت سيطرتها على سومطرة في عام 1667 بموجب معاهدة.
اعتمد مديرو الشركة، الذين يجلسون في أمستردام، نظام وحدة الحساب، على أساس جيلدر افتراضي، مقسم إلى 20 ستوفر افتراضي. و قد جاء هذا في أعقاب الممارسة الهولندية، و عكس ميل العُملات المعدنية إلى الانخفاض مع مرور الوقت، و بالتالي زيادة القيمة الاسمية لوزن معين من الفضة. الريجكسدالدر، مع 25.7 غرام من الفضة الفعلية، إعلنت العُملة الوطنية الهولندية في عام 1606، و قيمتها 47 ستوفر، و رفع السعر إلى 48 ستوفر في عام 1608. كان وزن الفضة في عُملة الستويفر و عملتي الستويفر أقل قليلاً مما يوحي به معدل التحويل هذا، مما يعكس فائدتها كعُملة صغيرة. استخلص وزن الفضة الذي يعادل وحدة جيلدر واحدة من قيمة وزن عملة ريجكسدالدر بالستويفر. تعكس هذه الممارسة المحاسبية التضخم بشكل صحيح بمرور الوقت. ومع ذلك، ثُبت الجيلدر المحاسبي لشركة VOC البالغ 20 ستويفر عند تقييم 1608 لـ 25.7 غرام ريجكسدالدر عند 48 ستيفر.
في الممارسة العُملية، ثبت أن عُملة الريكسدالدر أقل جاذبية من العُملة الإسبانية الأكثر شهرة بقيمة 8 ريالات، و بما إن عُملة الريكسدالدر تحتوي على المزيد من الفضة، فقد اختفت من التداول وفقًا لقانون كريشام. ونتيجة لذلك، شحنت شركة الهند الشرقية الهولندية العُملة الإسبانية بكميات كبيرة، وكانت العُملة المعدنية الكبيرة القياسية في جزر الهند الشرقية، التي استُخدمت في المعاملات الرسمية، وأعطيت نفس قيمة 48 ستويفر مثل عملة الريجكسدالدر.
لم تكن هناك حاجة لقبول العُملات المعدنية الصغيرة المخصصة للاستخدام المحلي خارج جزر الهند الشرقية، لذلك استوردت العُملات الفضية الهولندية من فئة 1 ستيفر، و 2 ستيفر (dubbeltjes، المعروفة باسم 'uang')، و 6 ستيفر (شلن). استمرت العُملات النقدية الرصاصية الأقل قيمة في التداول. وفرت المواد اللازمة لذلك من قبل الهولنديين. و لكن لم تكن لديهم أي قيمة تبادلية رسمية. مع 411 طنًا من الرصاص وفرت بين عامي 1633 و 1640، انتجت ما لا يقل عن مليار قطعة نقدية في تلك الفترة وحدها (وزنها 0.7 غرام لكل منهما، مقابل 3.5 غرام من النحاس في العُملة الصينية الأصلية). ونتيجة لزيادة العرض، أصبحت إنتاجيتهم غير مربحة، لكنها استؤنفت فيما بعد. ظلت هذه العُملات مطلوبة حتى منتصف القرن الثامن عشر، ولم ينته الإنتاج إلا في عام 1763.
اكتشف مسؤولو شركة الهند الشرقية الهولندية إن العُملات الفضية الكبيرة الحجم سُحبت من التداول وتصديرها، وهو ما اعتقدوا أنه يعكس ارتفاع سعر الفضة في آسيا (بنحو 20%). نتيجة لذلك، في عام 1640، زادت قيمة كل من عُملة الريكسدالدر (التي تُقدر قيمتها بـ 50 ستوفر في هولندا) و 8 ريالات إسبانية إلى 60 ستوفر، مما جعل من غير المُربح استبدال العُملات الصغيرة بعُملات كبيرة.
في عام 1644، أصدرت شركة الهند الشرقية الهولندية تعليماتها إلى أحد المقيمين الصينيين في باتافيا يدعى كونجوك بسك عُملات نحاسية من فئة نصف و ربع ستويفر لمعالجة النقص في العُملات ذات الفئات المنخفضة. و قد أمر مسؤولو شركة الهند الشرقية الهولندية (VOC) في هولندا بوقف سك هذه العُملات بعد خمسة أسابيع فقط، وبالتالي لم يُسك الكثير من العُملات المعدنية. صَدرت أول عُملات فضية لشركة الهند الشرقية الهولندية في عام 1645 من قبل صانع الذهب الهولندي يان فيرمان إلى جانب عملة كونجوك، في فئات 48، 24، و 12 ستوفر، أو ما يعرف أيضًا باسم التاج الباتافي، نصف التاج، والربع. صُنعت هذه العُملات من سبائك الفضة اليابانية كإجراء طارئ لمعالجة نقص العُملات الفضية الكبيرة بسبب قيام السكان المحليين ببيع العُملات الفضية الهولندية الكبيرة للتجار الصينيين لتحقيق الربح. التاج يزن 7⁄8 من تالر الأسد الهولندي، والذي كان يساوي آنذاك 48 ستوفر. وبسبب التزوير، سحُبت العُملات المعدنية بعد عامين، في عام 1647. هذه العملات، التي كانت أول عملات معدنية تحمل شعار شركة الهند الشرقية الهولندية، والأخيرة حتى عام 1724، أصبحت نادرة للغاية الآن.
لم يوافق مديرو شركة الهند الشرقية الهولندية في أمستردام على زيادة قيمة العُملة الهولندية وقيمة 8 ريالات، و توقف ذلك في عام 1651. وواصل المسؤولون الباتافيون المطالبة بذلك، و في عام 1655 استعيد تخفيض قيمة العُملة بنسبة 25%. لكن أمستردام أمرت بخفض قيمة العُملات الصغيرة بنسبة 25%، والعُملات الكبيرة بنسبة 20% (بالنسبة لهولندا، حيث كانت قيمة 8 ريالات تعادل 50 ستيوفر). في جزر الهند، كانت قيمة عُملة ستويفر الهولندية تساوي 1.25 ستيفر، و قيمة عُملة ريكسدالدر و ثمانية ريال 60 ستيفر.
لتقسيم جزر الهند الغربية، جرت محاولة في عام 1658 لإصدار رسمي لعُملة اللاري المعروفة باسم تانغ- وهي عُملات معدنية على شكل "خطاف السمك" مصنوعة من النحاس (بناءً على الأموال المستخدمة في جنوب آسيا). كان التانغ يساوي ربع عُملة "إنديز ستيويفر"، و كان خمسة منها يساوي عُملة ستيويفر الهولندية. كان من المقرر أن يُختم المقبض رسميًا لمنع الاحتكاك، لكن هذا لم ينجح لأن النحاس أثبت أنه صعب العمل. و في عام 1660، صدر أمر منقح يسمح بإنتاج القصدير. وبما أنه من المعروف أن عينة واحدة فقط بقيت على قيد الحياة، فيبدو أن هذه لم تكن قضية ناجحة.
في عام 1658، أعاد المسؤولون الباتافيون النسبة 60:1 بين عُملة ستيفر و عُملة الثمانية ريالات، وقدموا مفهوم ستيفر "الخفيف" و "الثقيل". كانت قيمة الثمانية ريالات تساوي ستين ستويفرًا ثقيلًا و عُملة ستيفر واحدة ستويفرًا ثقيلًا، بينما في ستويفر "الخفيفة"، كانت قيمة الأشياء أعلى بنسبة 25٪، لذلك كانت عُملة ستويفر تساوي 1.25 ستيفرًا خفيفًا، وكانت قيمة الريكسدالدر تساوي 75 ستيفرًا خفيفًا.
كانت هذه المفاهيم في الأساس بمثابة تضليل من جانب إدارة أمستردام يهدف إلى تمكين المسؤولين الباتافيين مِن تحقيق أرباح خاصة على حساب شركة الهند الشرقية الهولندية. قام مسؤولو شركة الهند الشرقية الهولندية بِالتلاعب بالنظام، ودَفعوا مبالغ "خفيفة" في باتافيا وتلقوا مبالغ كبيرة في أمستردام، على حساب شركة الهند الشرقية الهولندية. و تسبب هذا النظام في حدوث ارتباك كبير، لكن الأموال "الخفيفة" لم تُلغى محليًا حتى عام 1742، وفي عام 1766 في حسابات شركة الهند الشرقية الهولندية.
بِوجود ثلاثين قطعة نقدية بقيمة 2 ستويفر تحتوي على كمية مِن الفضة أكبر مِن 8 ريالات، سُرعان ما اختفت قطع النقد بقيمة 2 ستويفر من التداول، حيث اُذيبت لتحقيق الربح.
بالإضافة إلى 8 ريال، كان هناك عدد من العُملات المعدنية الكبيرة الأخرى قيد الاستخدام. و شملت هذه العُملات الدوقية الفضية الهولندية (التي حلت محل الريكسدالدر من عام 1659، وكانت تحتوي على كمية فضة أقل قليلاً من 8 ريال، على الرغم من إن قيمتها متساوية)، الثالر الأسد الهولندي، الثالر الصليبي، و الدوقاتون . شملت العُملات الذهبية الدوقية الذهبية الهولندية، بالإضافة إلى لوحة الكوبان الذهبية اليابانية وعُملة إيتشي بو الذهبية- التي كانت جميعها في أوقات مختلفة في أواخر القرن السابع عشر خاضعة للعلامة المضادة، و هو إجراء مصمم للحفاظ على العُملات المعدنية الأصلية عالية الجودة قيد الاستخدام، ولكن انهت جميعها حيث يمكن أيضًا تزوير العلامات المضادة.
في العقد الأخير من القرن السابع عشر، قُدمت الروبية الفضية الهندية إلى جزر الهند من قبل الهولنديين، الذين قاموا في البداية (منذ عام 1693) بختم العُملات المعدنية، وقيمتها بـ 30 ستيوفر، و هي قيمة مفرطة نظرًا لوزن الفضة الذي بلغ 11.44 غرام فقط، مما أدى إلى استيراد أعداد كبيرة من الروبيات. و شملت جهود الختم المضادة الأخرى في أواخر القرن السابع عشر مبادرة عام 1686 لختم الدوكاتونات المستوردة (والتي أعطيت بالتالي قيمة أكبر)، الريكسدالدر، و نصف الدوكاتونات. انتهى هذا الإجراء في عام 1692. كان هناك إجراء آخر للختم المضاد وهو عُملات ستيفر الفضية لزيلاند، والتي خُتمت من عام 1687 لعدد من السنوات.

### 1724 - تقديم الدويت
كانت شركة الهند الشرقية الهولندية ترغب في إدخال العُملات النحاسية، لتحل محل البيتشي (التي انقطع إمدادها من قبل اليابانيين)، و بدأت في استيراد الدويت الهولندي في عام 1724 من مقاطعة هولندا. و قد قُيمت هذه العُملات بـ 4 دويت لكل ستيفر ثقيل (أي عملة ستيفر الهولندية)، و هو ضعف قيمتها في هولندا. و قد أدى هذا إلى خلق فرصة تحكيم واضحة، وسُحبت القطع النقدية في عام 1725.
على الرغم من أن اثنين من المقاطعات الهولندية قد مَنحت شركاتها التابعة لشركة الهند الشرقية الهولندية إذنًا بِسك العُملات المعدنية باسم باتافيا في عام 1624، إلا إن البرلمان الهولندي امتنع عن الموافقة على ذلك، و لم تصدر مثل هذه العُملات المعدنية لشركة الهند الشرقية الهولندية حتى عام 1726، عندما كانت هناك فئتان مختلفتان من العُملات الهولندية: تلك المتداولة في هولندا، والتي تقدر قيمتها بـ 1⁄8 ستيوفر، وتلك المتداولة في جزر الهند في 1⁄4 ستويفر. من خلال الإعلان عن أن الدويتات التي تحمل شعار "VOC" فقط ستكون العُملة القانونية في جزر الهند الشرقية، تمكنت شركة الهند الشرقية من الاحتفاظ باحتكارها (المربح بوضوح) لهذه العُملات، على الرغم من أن القيمة العالية للدويتات مقارنة بقيمتها الجوهرية تعني أن تزوير الدويتات كان شائعًا في جزر الهند الشرقية.
أصدرت هولندا و زيلاند أولى عُملات الدويت النحاسية لشركة الهند الشرقية الهولندية، والتي تحمل شعارهما الخاص، كما أصدرت هاتان المقاطعتان إلى جانب غرب فريزلاند أيضًا عُملات الدوكاتون لشركة الهند الشرقية الهولندية (عُملات فضية تزن أونصة واحدة). اعترض البرلمان الهولندي على الدوكاتونات، بحجة أن التصاميم لم يوافق عليها، وهُدد بغرامة قدرها 1000 دوكاتون عن كل دوكاتون يصدر. تراجعت المقاطعات، وصُهرت كافة العينات.
وقد قُدم تصميم جديد لعُملات شركة الهند الشرقية الهولندية و الموافقة عليه، حيث صدرت أول عُملات دوكاتونية لشركة الهند الشرقية الهولندية في عام 1728، وحَملت شعارات كل من المقاطعات الست التي شكلت شركات شركة الهند الشرقية الهولندية.
وقد سُكت عُملات دوكاتونية من شركة الهند الشرقية الهولندية في العديد من السنوات بين عامي 1728 و 1751 من قبل واحدة أو أكثر من هذه المقاطعات الستة. وقد سكت عدة ملايين من العُملات المعدنية. و سك عدد أكبر بكثير من الدويتات VOC من ذلك. كما هو الحال مع الدوكاتون، فقد صُممت على غرار الدويت الهولندي الذي كان أول من شُحن إلى جزر الهند الشرقية، و لكن على عكس الدوكاتون عام 1726، لم يستدعى، وبالتالي فإن الدويت الهولندي الأول يعود تاريخه إلى ذلك العام.
صدرت العُملة الألمانية في أوتريخت (معظم السنوات من 1742 إلى 1794)، و هولندا (معظم السنوات من 1726 إلى 1793)، و خيلدرلاند (1731 و 1732، ثم معظم السنوات من 1771 إلى 1794)، و زيلاند (معظم السنوات من 1726 إلى 1794)، و غرب فريزلاند (معظم السنوات من 1729 إلى 1794). حملت كل عُملة معدنية شعارات الإقليم المعني على الوجه الأمامي، و شعار شركة الهند الشرقية الهولندية، و التاريخ وعلامات الدار المعنية؛ وقد جرت تغييرات طفيفة على تصميم العُملات المعدنية خلال فترة الإصدار. توجد ضربات تقديم فضية وذهبية.
كانت عُملات نصف الدويت، التي تتميز بنفس التصاميم (باستثناء عُملة أوتريخت، التي كانت تفتقر إلى داعمي الأسد على درع أوتريخت الموجود على الدويت الكامل) و لكن بنصف الوزن، أقل شعبية بكثير، ولم تسك إلا في أوتريخت (بين عامي 1752 و 1770)، هولندا (من 1749 إلى 1754، ومن 1769 إلى 1770)، خيلدرلند (1788 و1789)، زيلاند (1770-1772 و1789)، فريزلاند الغربية (1769 و1770). لم تُسك أي عُملات مزدوجة على الإطلاق.
إلى جانب الدويتات المستوردة، انتج الدويتات تحت سلطة الشركة في جاوة في الأعوام 1764، 1765، و 1783، و كان أحد جانبيها يحمل نقش "DUYT JAVAS [التاريخ]"، و كان الجانب الآخر يحمل نفس النص باللغة العربية. كانت هذه العُملات المعدنية تفتقر إلى كل من شعار VOC و الأسلحة.
أصبح الدويت تدريجيا أكثر شعبية خلال القرن الثامن عشر. ارسل عشرة ملايين منهم إلى جزر الهند في سبعينيات القرن الثامن عشر وحده. تداولت جنبًا إلى جنب مع البيشي طوال معظم القرن الثامن عشر، و بحلول عام 1800 حلت الدويت محل البيشي غير المريحة في جاوة.
خِلال النصف الثاني من القرن الثامن عشر، قُيمت العُملات الفضية القديمة المقصوصة بـ 4 دويت، و العملات الجديدة بـ 5 دويت.

### عملات الباتافي

#### دوقية جاوة الذهبية
افتتحت دار سك العُملة الباتافية في عام 1744، في أعقاب معاهدة مع باكوبوونو الثاني، أول حاكم لمدينة ماتارام، وا لتي منحت شركة الهند الشرقية الهولندية لأول مرة الحق في سك العُملات المعدنية. و مع ذلك، بين عامي 1744 و 1808، بلغت قيمة إجمالي إنتاج العُملات المعدنية حوالي 4 مليارات جنيه إسترليني فقط.
أول منتج للدار هو الدوقات أو الدراهم الذهبية الجاوية، التي أنتجت في الفترة من 1744 إلى 1746، و قيمتها أربع روبيات فضية، و كانت مصنوعة من 4.3 غرام من الذهب الخالص مكتوب عليه باللغة العربية فقط.
سكتُ عُملات دوقية مزدوجة (ذهبية أيضًا) في الفترة ما بين عامي 1746 و 1748. لقد صدر عدد قليل جدًا.
بعد عام 1748، توقف سك الدوقات الجاوية، بسبب التزوير.
ابتداءً من عام 1753، بدأ ختم الدوقات الهولندية الذهبية المستوردة في باتافيا بالأحرف العربية "DJAWA"، و تقييمها بـ ƒ6 و 12 ستوفر، مقابل ƒ6 للعُملات المعدنية غير المختومة- و هو إجراء مصمم لمنع الاستيراد و التصدير الخاص للعُملات المعدنية. انتهت عُملية الختم المضاد في عام 1761 عندما لاحظ تزويرها.

#### الروبية الجاوية الفضية

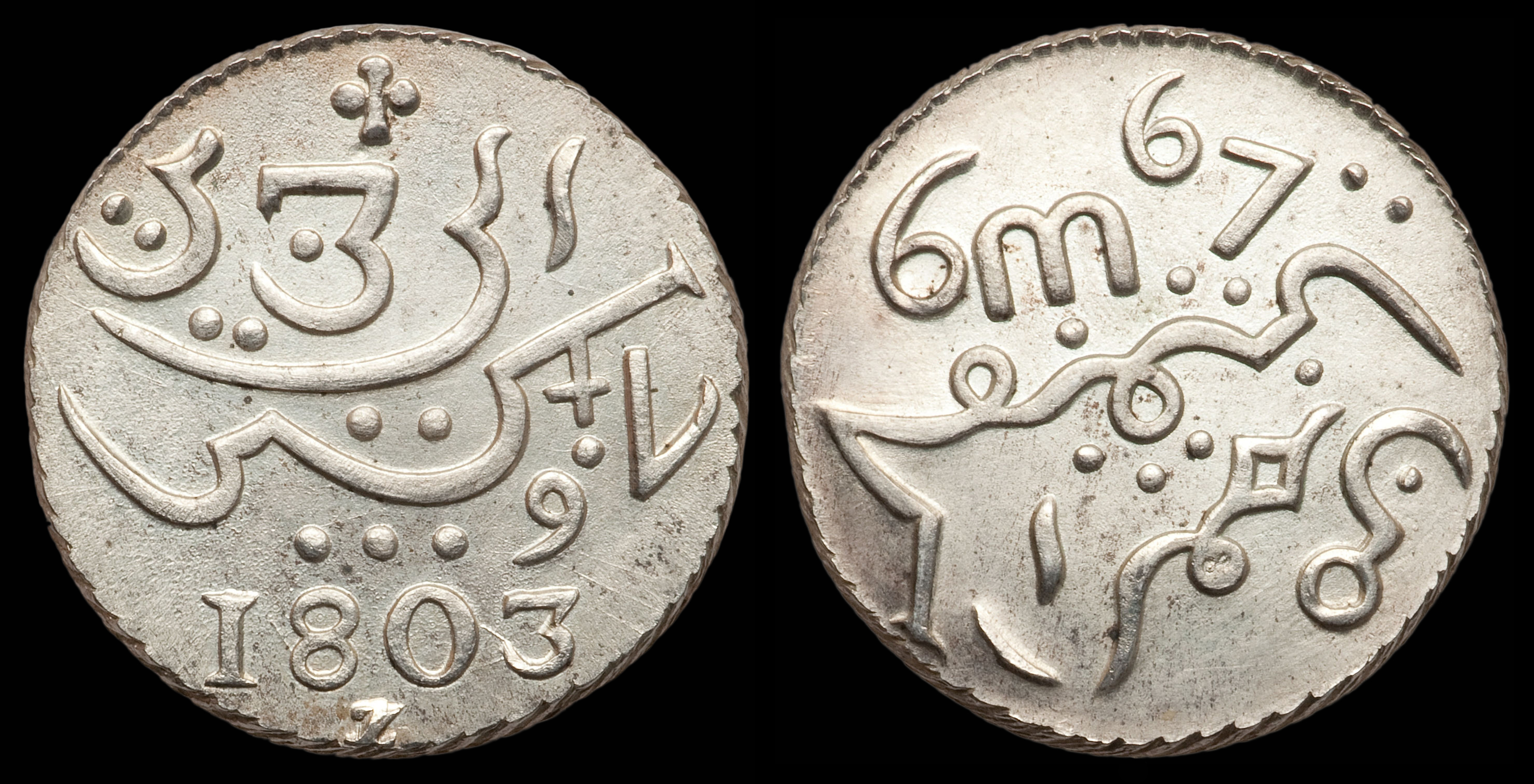
الروبية الهندية الفضية الهولندية الجاوية 1803.

وبما أن الروبية الهندية الفضية كانت عُملة شائعة محليًا (انخفضت قيمتها من 30 إلى 27 ستوفر في عام 1735)، فقد صدرت نسخة محلية منها في عام 1747، بنص عربي (يقرأ "درهم [عملة] الشركة الهولندية" و "لجزيرة جاوة الكبرى")، والتأريخ فقط بالخط الروماني، بقيمة 30 ستوفر، وهو نفس وزن روبية سورات الإمبراطورية المغولية. استمر هذا الأمر حتى عام 1750 فقط، لأنه لم يحقق الكثير من الأرباح. بعد ذلك، وكما حدث مع العُملات الذهبية المستوردة، خُتمت بعض الروبيات المستوردة بين عامي 1753 و 1761، و أعطيت قيمة 30 ستيويفر.
عاودت دار سك العُملة الباتافية ضرب الروبية الفضية من عام 1764 إلى عام 1767، بقيمة 30 ستوفر، ولكن في أوائل عام 1768 توقف الإنتاج بعد إنتاج ما يكفي من العُملات الفضية. استؤنف الإنتاج من عام 1783 إلى أوائل عام 1789، ثم مرة أخرى من عام 1795 إلى عام 1798. لم يكن ختم الدوكاتونات الذهبية الأوروبية مشروعًا ناجحًا، و بالتالي في عام 1766، صدرت الروبيات الذهبية المفردة، المزدوجة، و الرباعية، من فئة 4، 8، و 16روبية. انتج 1000 غرام من الذهب عيار 20. لقد ضُربت من نفس القوالب المستخدمة في صنع الروبيات الفضية المعاصرة. و لكن بسبب التزوير، سُحبت العُملات المعدنية من التداول في عام 1768. وكان يُشار إلى هذه العُملات أيضًا باسم "الربع" و "النصف" و "الروبية الكاملة"، حيث كانت 16 روبية فضية تساوي روبية "كاملة"، بنفس الطريقة التي تساوي بها 16 روبية هندية فضية 1 موهور ذهبي. صدرت الروبيات الذهبية الكاملة و نصف الذهبية في عامي 1783 و 1785، في بضعة آلاف من كل فئة.
استئناف إنتاج الروبيات الكاملة و نصف الروبيات في الفترة ما بين عامي 1796 و 1798. على الرغم من تأميم شركة الهند الشرقية الهولندية في عام 1800، استمر إنتاج الروبيات الفضية و الذهبية، و صدرت نصف الروبيات الذهبية في الفترة من 1800 إلى 1803 و 1807، مع إصدار الروبيات الفضية في الفترة من 1800 إلى 1808، كما صدرت نصف الروبيات الفضية في عامي 1805 و 1806.

### النقود الورقية
قامت شركة VOC بدمج ودائعها (De Bank Courant، التي تأسست عام 1752) و بنوك الإقراض (De Bank van Leening، التي تأسست عام 1746) في عام 1752 تحت اسم De Bank Courant en Bank van Leening، وبدأت في إصدار النقود الورقية المقومة بالريكسدالدرز، وكسب المال .1⁄4% فائدة شهريًا (خفضت لاحقًا إلى 1⁄8% ثم إلى 1⁄12%). أصبحت هذه الورقة المصرفية شائعة لسهولة استخدامها.
نتيجة لنقص الفضة في جزر الهند بسبب الحرب بين الهولنديين و الإنجليز، بدأت شركة الهند الشرقية الهولندية في إصدار أوراق الائتمان في عام 1782. استخدم ورقة الائتمان هذه لضمان أوراق البنكنوت، ولكن بسبب نقص العُملات المعدنية، فقدت النقود الورقية قيمتها، حيث انخفضت بنسبة 20% بحلول عام 1789.
وأغلقت شركة الهند الشرقية الهولندية البنك أخيرًا في 7 أبريل 1794 بسبب عدم وجود رأس مال كافٍ للوفاء بِالتزاماته، مع استحقاق جميع الأوراق النقدية للتبادل في غضون شهرين.

### عملة فضية من شركة VOC
بعيدًا عن الأنواع العديدة من دويت شركة الهند الشرقية الهولندية، فإن التطور الرئيسي الآخر لعُملات جزر الهند الشرقية في القرن الثامن عشر حدث بدءًا من عام 1786، عندما بدأت القوى الأوروبية في إصدار عُملات فضية استعمارية بكميات أكبر، مما أدى في النهاية إلى تلبية الطلب المحلي (مما أدى إلى تقلب القيم المحلية بين العُملات الفضية الكبيرة و الصغيرة وبين الفضة و النحاس). كانت الفئات 10 ستويفير (1⁄2 جيلدر، 1 جيلدر و 3 جيلدر. تتراوح التواريخ من 1786 إلى 1791. قُيم الدوكاتون الهولندي بـ 80 ستيويفر، الروبيات الهندية، و المحلية المختلفة بـ 30 ستيويفر، و الريالات الثمانية بـ 64 ستيويفر.

### نحاس بونك ستيفر
ابتداءً من عام 1796، بدأت دار سك العُملة في باتافيا في إنتاج عُملات نحاسية ثقيلة من نوع "بونك" (بونك هي كلمة هولندية تعني "قطعة كبيرة") مكونة من قضبان نحاسية طويلة مستوردة من اليابان، مختومة بالفئة النقدية و التاريخ. أظهرت العُملات المعدنية اختلافات كبيرة في الوزن، و كانت مصنوعة بشكل بدائي. كانت الفئات 1 و 2 ستيوفر، بوزن حوالي 23 و 46 غرام على التوالي (أي ما يعادل وزن 4 و 8 دويت فردي). و على عكس الأموال المماثلة المنتجة في سيلان، كانت هذه العُملات تفتقر إلى الشعار الهندسي المشترك لشركة الهند الشرقية الهولندية.

### عملات ستويفير
بدأت دار سك العُملة الباتافية في عام 1799 بإنتاج عُملة بقيمة 1 ستويفير، مصنوعة من الرصاص و البرونز من المدافع المنصهرة، و وزنها حوالي 12 غرام لكل منهما. يعود تأريخها إلى عامي 1799 و 1800.

### جمهورية باتافيا
تأميم شركة الهند الشرقية الهولندية من قِبل هولندا ( جمهورية باتافيا) في عام 1800، وانشأ مجلس للممتلكات الشرقية لإدارتها. تبين أن جزر الهند الشرقية تُعاني من نقص كبير في العُملات النحاسية، و لذا استؤنفت عملية سك العُملة الألمانية في أربع دور سك في هولندا. استخدمت ثلاثة من هذه العُملات تصاميم شركة الهند الشرقية الهولندية القديمة مع تواريخ جديدة (من 1802 إلى 1806)، في حين حملت العُملة الرابعة، و هي دار السك المركزية المعينة للجمهورية الجديدة في إينكهاوزن، نقش "INDIA BATAV" حيث كان شعار شركة الهند الشرقية الهولندية موجودًا، و شعارات الولايات المتحدة بدلاً من شعارات المقاطعات الفردية. تحمل هذه العُملات المعدنية قيمة: 5 [1⁄2 عملة دويت تساوي] ƒ1⁄32 على نصف الدويت، و 5 [يساوي] ƒ1⁄16 على الدويت- كانت العُملات المعدنية مخصصة في الأصل للاستخدام في رأس الرجاء الصالح، و لكن بسبب فقدان تلك المستعمرة، حيث كانت قيمة الدويت أعلى، ارسلت إلى جزر الهند بدلاً من ذلك، بقيمة أولية 6 إلى ƒ1⁄16. و صدرت هذه الدويتات الأخيرة في الفترة ما بين عامي 1802 و 1809.
كانت العُملات الفضية لجزر الهند الشرقية الباتافية، و التي يرجع تأريخها جميعها إلى عام 1802، من فئة ƒ1⁄16 ، ƒ1⁄8 ، ƒ1⁄4 ، ƒ1⁄2 و ƒ1 - يتكون الآن الستيفر بالكامل مِن النحاس.
بصرف النظر عن عُملات الدويت، استمر إنتاج عُملات البونك ستيفر النحاسية في ظل الجمهورية الباتافية، و لكن في عام 1803 انخفض وزن عملة الدويت إلى 19 غرام، و بالتالي خفض قيمة الستويفر من ƒ 1⁄20 إلى ƒ 1⁄24 . كما انتج 8 من ستيويفر بونك في عام 1803، بالإضافة إلى 1⁄2 ستيفر بونكس في عامي 1804 و 1805، وسُحب الأخير في عام 1805 نتيجة لمحتواه النحاسي القليل مما أدى إلى تزويره عن طريق تقطيع الفئات الأعلى.
في عام 1806، قامت مؤسسة خاصة بإصدار المزيد من العُملات المعدنية التي تحمل العلامة التجارية VOC، وكانت تحمل الأحرف الأولى من اسمها على أحد الجانبين، كلمة JAVA، التاريخ على الجانب الآخر.

### مملكة هولندا
مع انهيار جمهورية باتافيا في هولندا، قامت الإدارة الجديدة لمملكة هولندا تحت سُلطة لويس نابليون بِتعيين هيرمان ويليم دايندلز حاكماً عاماً. اقترض Daendels 736.00 ريكسدالدر على شِكل ورق ائتمان. هذه القروض تفتقر إلى الدعم بالفضة الكافية، مما أدى إلى زيادة المعروض النقدي. أعيد افتتاح بنك De Bank Courant en Bank van Leening القديم في عام 1809.
استولى داينديلز على مؤسسة إصدار الدويت الجاوية الخاصة في عام 1808، و استبدل تدريجيًا حرف VOC بالأحرف البسيطة "LN". في الفترة 1808-1810 سُكت كلا النوعين من الدويت، في حين أن عام 1811 من الدويت لا يزال يحمل حرف LN فقط.
بالإضافة إلى الدويتات، 1⁄2 سُكت قطع ستويفر و قطع ستويفر محليًا من النحاس في عامي 1810 و 1811، في حين خُتمت العديد من العُملات الأجنبية بعلامة LN.
العُملات المعدنية الوحيدة التي استوردت من هولندا خلال هذه الفترة كانت 1⁄2 عُملات دويت ودوييت من نمط 'INDIA BATAV'. الطوابع المضادة للعُملات الأجنبية هي عمليات تزوير في بداية القرن العشرين.

### الحكم البريطاني
استُبدلت الإدارة الهولندية، التي كان يقودها الحاكم العام يان ويليم جانسينز منذ عام 1810، في أعُقاب الغزو البريطاني لجاوة في عام 1811، و تعيين ستامفورد رافلز حاكمًا عامًا.
أعاد رافلز في البداية تأسيس عُملة 8 ريال (بدلاً من عُملة الريجكسدالدر) باعتبارها العُملة القياسية، استدعى 8.5 مليون ريكسدالدر من الأوراق النقدية للفضة. صدرت العُملة الورقية الدولار الإسباني في عام 1812.
بعد ذلك، قامت بريطانيا بسك روبيات فضية (مِن نفس وزن الإصدارات السابقة، و لا تزال قيمتها 30 ستوفر أو 120 دويت) و نصف روبية، حيث اعتبرت الأخيرة فئة جديدة ملائمة للدفع، من عام 1811 إلى عام 1817 تحمل نصوصًا، تواريخ جاوية و عربية، بالإضافة إلى نصف روبية ذهبية من عام 1813 إلى عام 1816، و استمر هذا النشاط لبضع سنوات بعد العودة إلى السلطة الهولندية. بعد إدخال الروبية، بدأ البريطانيون في إصدار أوراق بنكية روبية جاوية بدلاً من الريال.
وجد نقص في العُملات النحاسية؛ فانتج الدويت النحاسي في عامي 1811 و 1812، وكان يحمل علامة شركة الهند الشرقية البريطانية "VEIC"، و "JAVA"، و التاريخ. أدى نقص النحاس الخام إلى إجراء تجربة باستخدام المدفع المنصهر؛ والتي نجحت فقط في تدمير القوالب. طلب من شركة رافلز إلى دار سك النقود في كلكتا لإنتاج 50 مليون دويت، لم يكن من الممكن تلبية هذا المبلغ، لذا أنتج البريطانيون 50 مليون دويت من القصدير في عامي 1813 و 1814، أي ما يعادل نصف وزن دويت النحاس تقريباً. لم تحظى هذهِ العُملات المعدنية بقبول واسع النطاق، وإرجع أكثر من مليون قطعة منها، و عند عودة العُملات المعدنية إلى السيطرة الهولندية، رفض الهولنديون الاعتراف بها.
لم يكن من الممكن تلبية الطلب على عُملات نحاسية من فئة ثلاثة و ستة ستويفر بسبب عدم كفاية الآلات في دار السك، و بدلاً من ذلك انتجت عُملات ستويفر (1814 و 1815) ونصف ستويفر نحاسية (1811-1815).

### الحكم الهولندي (المستعاد)
استعيد الحُكم الهولندي في عامي 1814 و 1816 نتيجة للمعاهدة بين هولندا وبريطانيا و التي أعادت بموجبها الممتلكات الهولندية السابقة. سُكت أولى العُملات المعدنية في دار سك العُملة في سورابايا: الدويت (1814-1826) و نصف الدويت (1814-1822) بتصميم "INDIA BATAV". حُدث نصف الدويتات للقراءة 1⁄8 ST (stuiver)، سُكت في الفترة من 1822 إلى 1826، بينما 1⁄4 STسُكت العُملات المعدنية في الفترة من 1822 إلى 1826. نظرًا لعدم وجود تصميمات مزدوجة للتصميم الحديث، فقد ظهرت هذه العُملة المعدنية فقط 1⁄2 ST، من 1818 إلى 1828. ابتداءً من عام 1822، استبدل "INDIA BATAV" بـ "NEDERL INDIE" على جميع العُملات المعدنية.

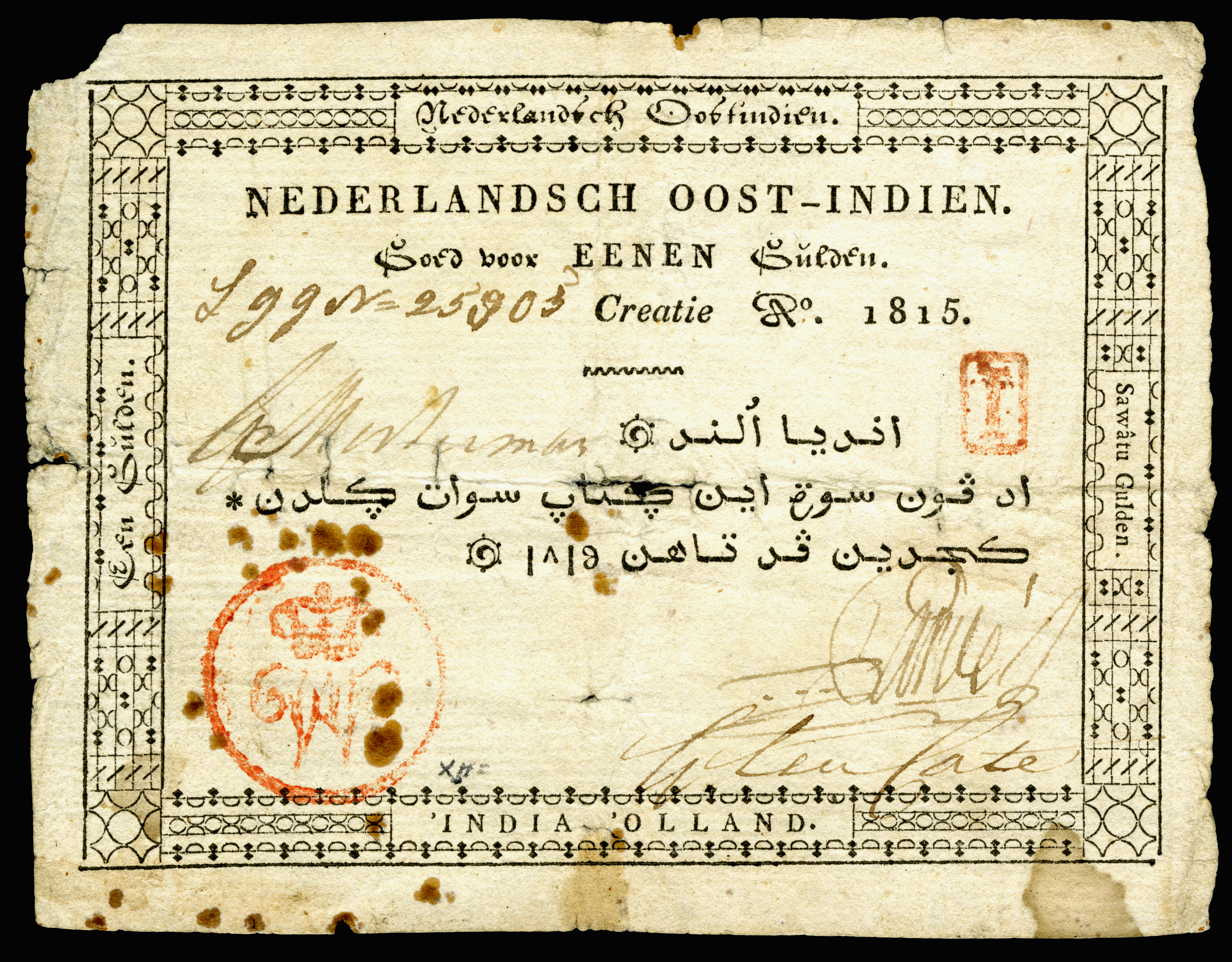
أصدرت الحكومة الهولندية الأولى عملة ورقية واحدة في جزر الهند الشرقية الهولندية (1815).

أصدرت حكومة جزر الهند في عام 1815 سلسلة من أوراق الائتمان، بفئات ƒ 1، وƒ 5، وƒ 10، وƒ 25، وƒ 50، وƒ 100، وƒ300، وƒ600، وƒ1000. كان بنك كورانت وبنك فان لينينج يعانيان من نقص حاد في رأس المال، كان تأميمهما في عام 1817. أغلق الهولنديون البنك في عام 1818، مما أعطى الناس مهلة ستة أشهر لاستبدال أوراقهم النقدية قبل إعلان عدم قيمتها.
كان هناك نقص منذ فترة طويلة في العُملات النحاسية في جزر الهند الشرقية، نتيجة لذلك كانت العُملات النحاسية الصينية و اليابانية متداولة بشكل عام. استوردت العُملات المعدنية الفرنسية من فئة السنتيم في عام 1811، و لكن سُحبت بعد ذلك؛ في عام 1818، لِمعالجة النقص، صدرت عُملات معدنية نحاسية مرة أخرى في 1⁄2 و 1 و 2 من فئات ستيفر. على الرغم من إنتاج ما قيمته 400 ألف جنيه إسترليني، فقد تعرضت للإهانة بشكل كبير عند 15غرام من النحاس إلى المنجم، و سحبت في نهاية المطاف في عام 1826.
أعيد افتتاح دار سك النقود في سورابايا، و التي أغلقت في عام 1828، نتيجة للطلب المرتفع على العُملات المعدنية الناجم عن نظام الزراعة. سُكت عُملات الدويت و الدوي المزدوج، التي كانت، بمبادرة من دار السك، من الفئات العشرية 1 سنت و 2 سنت، في الفترة من 1833 إلى 1841؛ في المجموع سُك حوالي مليار عُملة من فئة 1 سنت و نصف مليار عُملة من فئة 2 سنت، و التي، إلى جانب سك عُملات دويت لشركة الهند الشرقية الهولندية بتأريخ 1790 (و التي تُسك محليًا، حيث كانت عُملات دويت شركة الهند الشرقية الهولندية شائعة بين السكان، باستخدام قوالب مستوردة من تصميم القرن الثامن عشر ولكن بعلامات دار السك المختلفة) في أعوام 1827، 1834، 1835، 1840، 1841، 1842، و 1843. العُملات المعدنية المزدوجة الوحيدة التي أصدرتها شركة الهند الشرقية الهولندية، والتي يعود تأريخها أيضًا إلى عام 1790، سُكت في الفترة ما بين عامي 1840 و1843. وبعد أن اشبع الطلب أخيراً، اغلقت دور سك النقود في باتافيا و سورابايا بشكل دائم في عام 1843، و استوردت جميع العُملات الهندية اللاحقة.
كانت أولى العُملات الفضية التي سُكت للمستعمرة عبارة عن 99000 عُملة فضية سُكت في أوتريخت عام 1821 (سُكت عدة ملايين أخرى في عامي 1839 و 1840). ƒ1⁄4 و ƒ1⁄2 سُكت العُملات المعدنية في عامي 1826 و1827 بأعداد تجاوزت المليون، كما سُكت العُملة الأولى أيضًا في عام 1840.

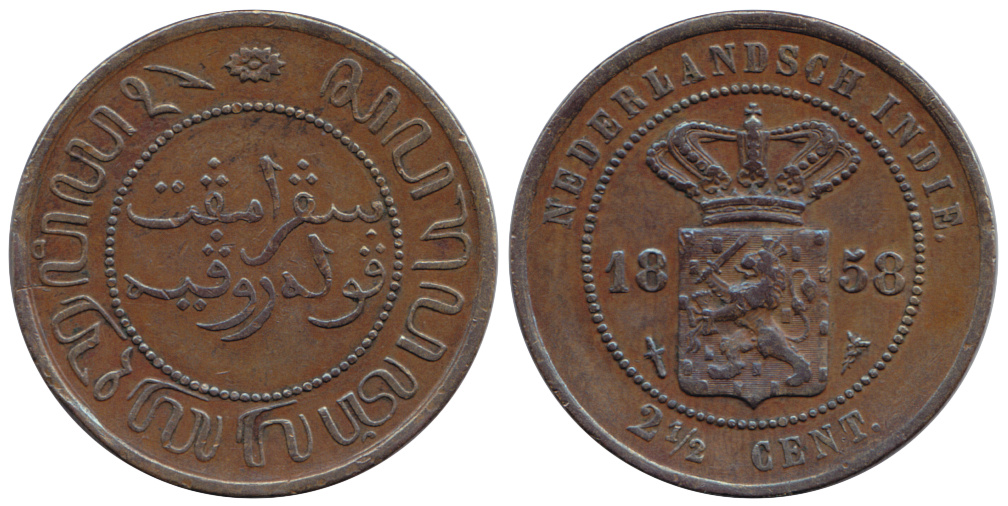
نحاسعملة سنت، 1858.

تحولت العُملة المعدنية أخيرًا إلى النظام العشري بالكامل في عام 1854، مع النحاس 1⁄2 ج، 1 ج و 21⁄2 ج و الفضة ƒ1⁄20 ، ƒ1⁄10 و ƒ1⁄4 (على الرغم من استمرار تداول العُملات المعدنية من عام 1821 إلى عام 1840). حملت العُملة الجديدة النص العربي إلى جانب اللغة الهولندية، و هو ما لم تحمله العُملات الهولندية السابقة. ال ƒ1⁄20 صدر فقط في عامي 1854 و 1855، لأنها كانت صغيرة جدًا بحيث لا تكون ملائمة، و لكن استمر إصدار جميع الفئات الأخرى حتى عام 1945، مع تغيير النحاس إلى البرونز من عام 1914، و إضافة الفضة ƒ1 و ƒ21⁄2 عُملة معدنية في عام 1943 (في السنوات السابقة كانت العُملات المعدنية الهولندية العادية بقيمة ƒ1⁄2 ،ƒ1 و ƒ21⁄2 تداولت جنبًا إلى جنب مع العُملات الهندية، بالإضافة إلى عُملة 5 سنت من النحاس و النيكل التي صدرت في أعوام 1913، 1921، و 1922. لم تُسك أي عُملات معدنية بأي فئة بين عامي 1861 و 1881. يعود تاريخ العُملات المعدنية الأخيرة إلى الفترة ما بين عامي 1941 و 1945، و سُكت في الولايات المتحدة الأمريكية بينما كان الهولنديون منخرطين في الحرب العالمية الثانية وكان اليابانيون يحكمون جزر الهند الشرقية.

### بنك دي جافاشي
مَنح الملك ويليام الأول ملك هولندا الحق في إنشاء بنك في جُزر الهند الشرقية في عام 1826. افتُتح البنك المعروف باسم "De Javasche Bank" (DJB) في باتافيا في 24 يناير 1828، مع حقوق حصرية للعمل لمدة 10 سنوات، حتى 31 ديسمبر 1837. و كان رأس المال المُصرح به 8000 سهم بقيمة 500 جنيه إسترليني، تُباع على أربع دُفعات بواقع 2000 سهم لِكل دُفعة.
أول إصدار للأوراق المالية البنكية في 11 مارس/أذار 1828، بعد أن تلقى البنك اكتتابات بالذهب و الفضة مُقابل 2043 سهمًا. كانت الأوراق النقدية بفئات تتراوح من 25 ƒ إلى 1000 ƒ (لَم يُسمح للبنك بإصدار أوراق نقدية أقل من 10 ƒ)، بإجمالي 1.12 ƒ مليون ورقة نقدية صادرة. افتتح البنك فروعًا في سيمارانج و سورابايا في عام 1829.
نتيجة لعدم وجود احتياطيات كافية من السبائك، صدر "كوبرجلد" أو أوراق نقدية نحاسية في نهاية انتهاء الحقوق الأولى. كانت هذه قابلة للاسترداد على أساس "tegen honderd duiten de guilder"- أو 100 دويت للجيلدر.

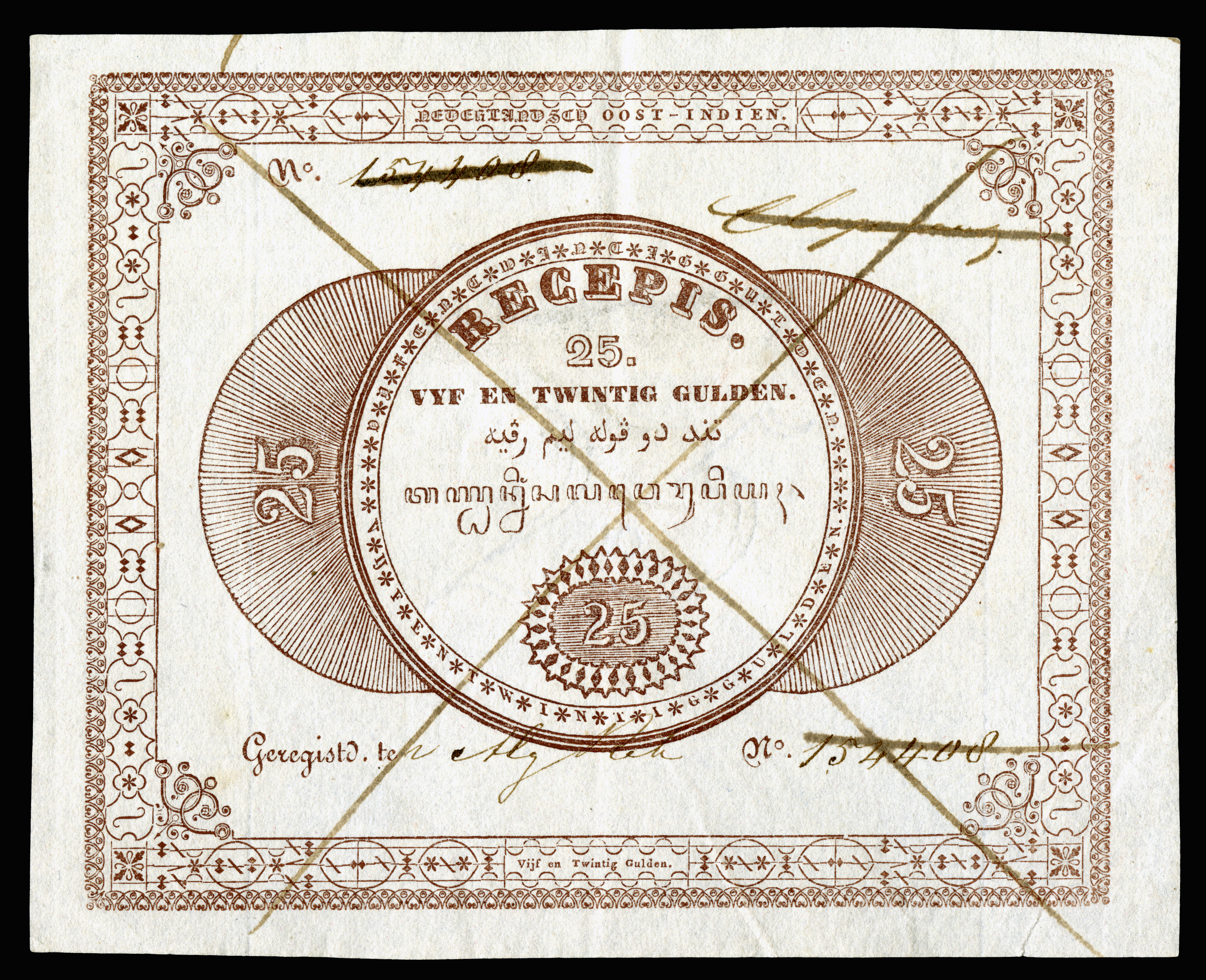
تم إصدار 25 " وصفة " ق. 1846.

جُددت حقوق البنك لِمدة عشر سنوات أخرى اعتبارًا من عام 1838، مع بيع الدفعة الثانية من الأسهم. و صدر المزيد من الأوراق النقدية النحاسية في الفترة من 1842 إلى 1845. و نتيجة لعدم وجود عُملات فضية متداولة، صدرت سلسلة من "الريبيس" مقابل الفضة، حيث استبدلت الأوراق النقدية النحاسية بمعدل 6 جيلدر نحاسي مقابل 5 جيلدر ريسيبيس. كانت هذه العُملات قابلة للاستبدال أيضًا بأوراق تِجارية أخرى، على الرغم من عدم كونها عطاءً قانونيًا (كانت أوراق البنك الصادرة عام 1828 فقط هي العطاء القانوني).
جُددت حقوق البنوك مرة أخرى من عام 1848 إلى عام 1858، دون الحصول على المزيد من رأس المال. في 8 مايو 1854، أعلنت الحكومة أن العُملة الهولندية (من عام 1847 و ما بعده) أصبحت عُملة قانونية في جزر الهند. وقد مُددت حقوق البنك مؤقتًا حتى 31 مارس 1860، و اعتبرت الوصفات الفضية قابلة للاستبدال بأي أداة دفع صالحة.

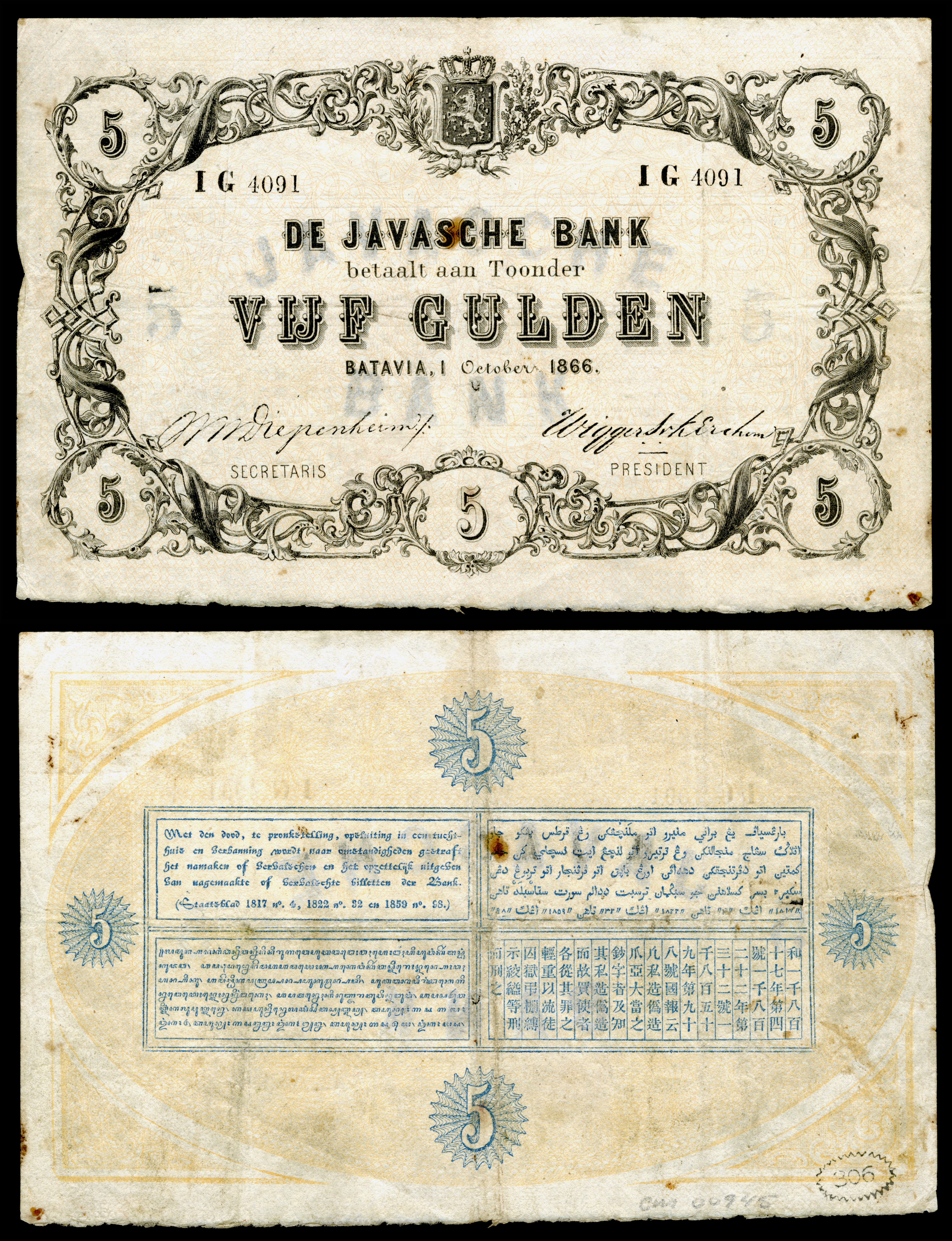
بنك دي جافاشي-ƒ5 (1866)

مُنح البنك حقوقه الحصرية الرابعة من عام 1860 إلى عام 1870، مما أدى إلى زيادة رأس مال البنك إلى ƒ4 بالكامل و سمح هذا القرار للبنك بفتح فروع خارج جاوة، و توسيع نطاق الأوراق المصرفية القابلة للإصدار إلى 10 فلوس، فضلاً عن السماح بفئات أكبر. وقد نص على أن يضمن البنك ثلثي قيمة أوراقه النقدية بأدوات دفع صالحة. وهكذا صدرت السلسلة الثانية من الأوراق النقدية في عام 1861 بفئات 10 ƒ، و25 ƒ، و50 ƒ، و100 ƒ، و500 ƒ، و1000 ƒ، و سحبت الأوراق النقدية الفضية الصادرة في عام 1846. افتتحت شركة DJB فروعًا لها في بادانج (أغسطس 1864)، سوراكارتا (نوفمبر 1867)، ماكاسار (ديسمبر 1864)، سيريبون (أغسطس 1866)، و باسوروان (نوفمبر 1867). في عام 1864 قُدم تصميم جديد للأوراق النقدية، بما في ذلك الفئات الجديدة ƒ 5 و ƒ 200 و ƒ300.
تجددت حقوق البنك مرة أخرى، من عام 1870 إلى عام 1881، و زيادة رأس المال إلى ستة ملايين جيلدر. اُفتتح فرع يوجياكارتا عام 1878.
وسعت حقوق البنك من عام 1881 إلى عام 1891، و اعيد دمجه كشركة جديدة بنفس رأس المال البالغ ستة ملايين جيلدر في عام 1881.
مُدد حقوق البنك لمدة 15 عامًا من عام 1891 حتى 1906، و في تلك الفترة افتتح مكتب في أمستردام (عام 1891). قُدمت تصاميم جديدة للأوراق النقدية ابتداءً من عام 1897 تحمل صورة جيه بي كون. ثم تمديد حقوق البنك مرة أخرى من عام 1906 حتى 1921.
نتيجة لمشاكل إمدادات المعادن، حصلت الحكومة لأول مرة بعد الحرب العالمية الأولى على تفويض لإصدار سندات خزانة (فئات أقل من ƒ 5، و التي كانت في إصدار البنك المركزي)، هو ما فَعلته في عام 1919. نشأت نفس مشكلة إمدادات المعدن في عام 1940، أثناء الحرب العالمية الثانية، مع أوراق نقدية مُنخفضة القيمة بقيمة ƒ 1⁄2 ، ƒ 1 و ƒ 21⁄2.
انتهت سلسلة الحقوق الحصرية في عام 1922، بِموجب قانون بنك دي جافاسك، و زيادة رأس مال البنك بنسبة 50 % إلى 9 مليارات. و قد مُنع البنك من إصدار أوراق نقدية أقل من 5 فلس، وكان لابد من نشر جميع تصاميم الأوراق النقدية رسميًا. صدرت سلسلة جديدة من الأوراق النقدية، و التي تضم جميع الأوراق النقدية القديمة. و تظهر الأوراق النقدية مرة أخرى صورة جيه بي كوين. تراوحت قيمتها من ƒ5 إلى ƒ1000، و صدرت في الفترة من 1925 إلى 1931. بدأ إصدار أوراق نقدية جديدة تحمل صور راقصي وايانج في عام 1934، بفئات ƒ5 و ƒ10، و من عام 1939 إلى عام 1939  في فئات من ƒ5 إلى ƒ1000، و لكن بسبب الظروف الاقتصادية في ذلك الوقت، لم يُصدر سوى عدد قليل من الفئات الأعلى.

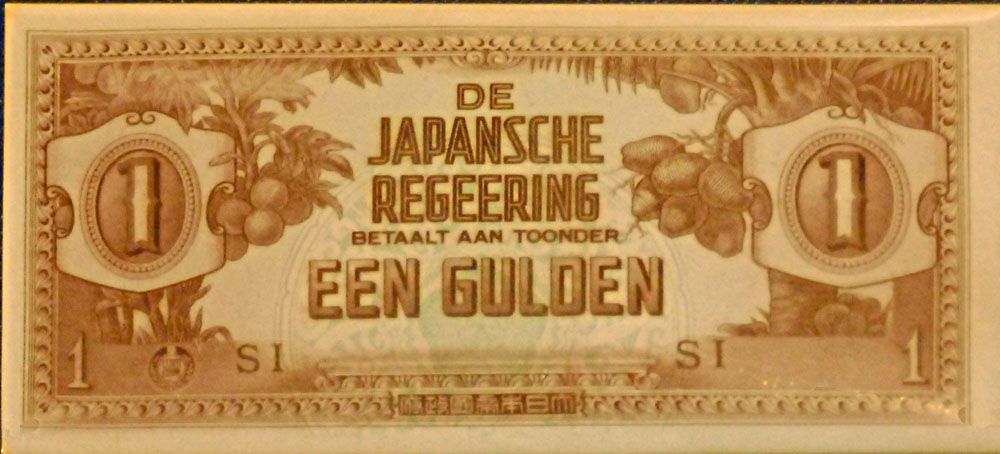
جيلدر واحد، عملة الاحتلال الياباني، جزر الهند الشرقية الهولندية

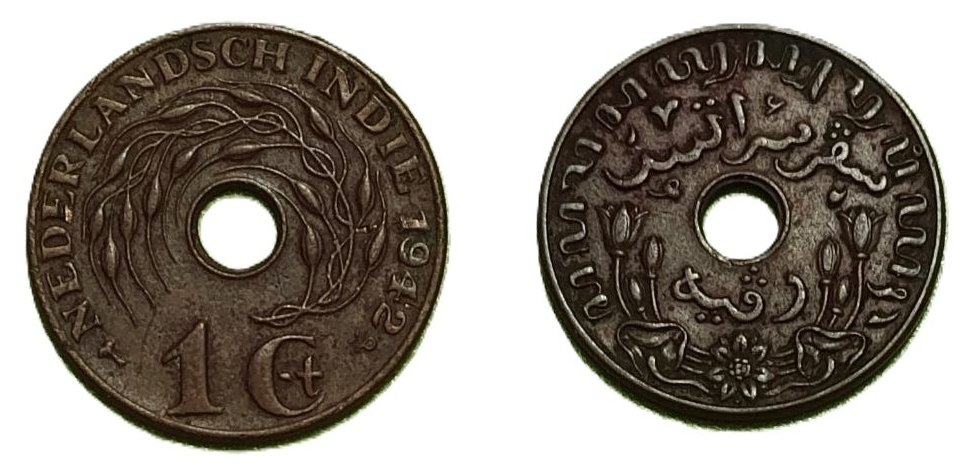
آخر عملة بقيمة سنت واحد من جزر الهند الشرقية الهولندية، من عام 1942، قبل أن يطردهم اليابانيون. يستخدم النص الجاوي والنص الجاوي واللاتيني

في عام 1942، نجح اليابانيون في غزو جزر الهند، حاملين معهم أسطولهم الغازي نسختهم الخاصة من الجيلدر، بفئات 1 سنت، 5 سنت، و 10 سنت. 1⁄2، ƒ1 ،ƒ5، و ƒ10.
بحلول عام 1944، قرروا أن توليد القومية الآسيوية الجماعية سيكون المفتاح للحفاظ على السيطرة، و استبدلوا أوراق الجيلدر الهولندية بالروبية الهولندية، و هي النسخة الإندونيسية من الجيلدر.
أمر الحكومة الهولندية في المنفى بطبع أوراق نقدية لإصدارها عند عودتها إلى إندونيسيا، و طُبعت هذه الأوراق في الولايات المتحدة في عام 1942، بتأريخ 1943. بدأ إصدارها في جزر الشرق من الأرخبيل (التي استولت عليها هولندا في وقت مبكر) من عام 1944 إلى 1945. و بسبب مخاوف هولندا من تضرر بنك دي جافاشي بسبب الحرب، صدرت الأوراق النقدية تحت سلطة الحكومة الهولندية بدلاً من ذلك، و لذلك عُرفت باسم "الغيلدر نيكَا" (غيلدر إدارة الهند الشرقية الهولندية المدنية). في جاوة و سومطرة، كان الوطنيون الإندونيسيون في حالة تمرد، و كانت هولندا مقتصرة في البداية على عدد قليل من المدن. في كلا الجزيرتين، استمرت نقود الغزو الياباني في التداول بين الإندونيسيين و الهولنديين، حتى نفدت الإمدادات.
أدى إصدار الحكومة الجمهورية المؤقتة في جاكرتا للروبية الإندونيسية الأولى في عام 1946 إلى صراع بين العُملات و الإدارات المتنافسة. لم يَتقبل القوميون الإندونيسيون استخدام الأموال الهولندية، و أصروا على استخدام الأموال الإندونيسية فقط.
بعد عام 1946، استأنف بنك دي جافاشي إنتاج الأوراق النقدية، بأوراق نقدية من فئة 5، 10، و 25 جيلدر. هذه تحمل باللغة الإندونيسية  كلمة "رويبيا". و من ناحية أخرى، حمل جيلدر نيكا صورة الملكة الهولندية، و كان بعيدًا كل البعد عن الحساسية تجاه المشاعر القومية. و في عام 1947، صدرت أوراق نقدية أخرى تحمل اسم "إندونيسيا" فقط في فئات 10 و 25 سين.
بين عامي 1946و 1948 نجح الهولنديون في توسيع مساحة الأراضي الخاضعة لسيطرتهم، و لكن الشعور الدولي كان ضدهم، لذلك التوصل إلى السلام في نوفمبر/تشرين الثاني 1949. وكان أحد الشروط أن يظل "بنك دي جافاشي" البنك المركزي للدولة الجديدة "جمهورية إندونيسيا سيريكات" (الولايات المتحدة الإندونيسية). و هكذا حملت أول عُملة معترف بها دولياً للأمة الإندونيسية الجديدة كلمتي "جيلدر" و "بنك جافاسك"، مع إعادة استخدام أوراق بنك جافاسك الصادرة عام 1946 (حتى مع الاحتفاظ بالتأريخ، 1946)، و تغيير اللون فقط، و إضافة فئات إضافية من ƒ 50، و ƒ 100، و ƒ 500، و ƒ 1000. المزيد من أوراق De Javasche Bank، بتصميم جديد، تحمل تأريخ "1948"، مع ƒ 1⁄2 ، ƒ 1 و ƒ 21⁄2 ، كما صدرت عند استقلال إندونيسيا، جنبًا إلى جنب مع أوراق نقدية جديدة من فئة "جمهورية إندونيسيا سيريكات" في فئات 5 روبية و 10 روبية (وليس الجيلدر).
كان الشعور بـ"الإندونيسية" قوياً، و لذلك تأميم بنك دي جافاسك و إعادة تسميته بـ"بنك إندونيسيا" خلال الفترة من عام 1951 إلى عام 1953، و بدأت أوراق الروبية الصادرة عن بنك إندونيسيا تحل محل الجيلدر اعتباراً من عام 1953.